# Albergo Posta
Il Palazzo Posta è un edificio storico della città di Como progettato nel 1930 dall'architetto razionalista Giuseppe Terragni.

## Storia
Frutto di un sofferto progetto di Giuseppe Terragni, che più volte dovette ripresentarlo alle commissioni comunali, l'Albergo Posta sorge ancora oggi all'incontro tra Piazza Volta e Via Garibaldi.
Il palazzo, che si unisce a numerose opere razionaliste firmate dall'architetto a Como come la Casa del Fascio, il Novocomum e l'Asilo Sant'Elia, è stato uno dei primi progetti realizzati dall'architetto in città.
Pur avendolo dovuto presentare ripetute volte alla competenti commissioni comunali, il Terragni fu però libero di seguire i propri ideali estetici all'interno del palazzo.

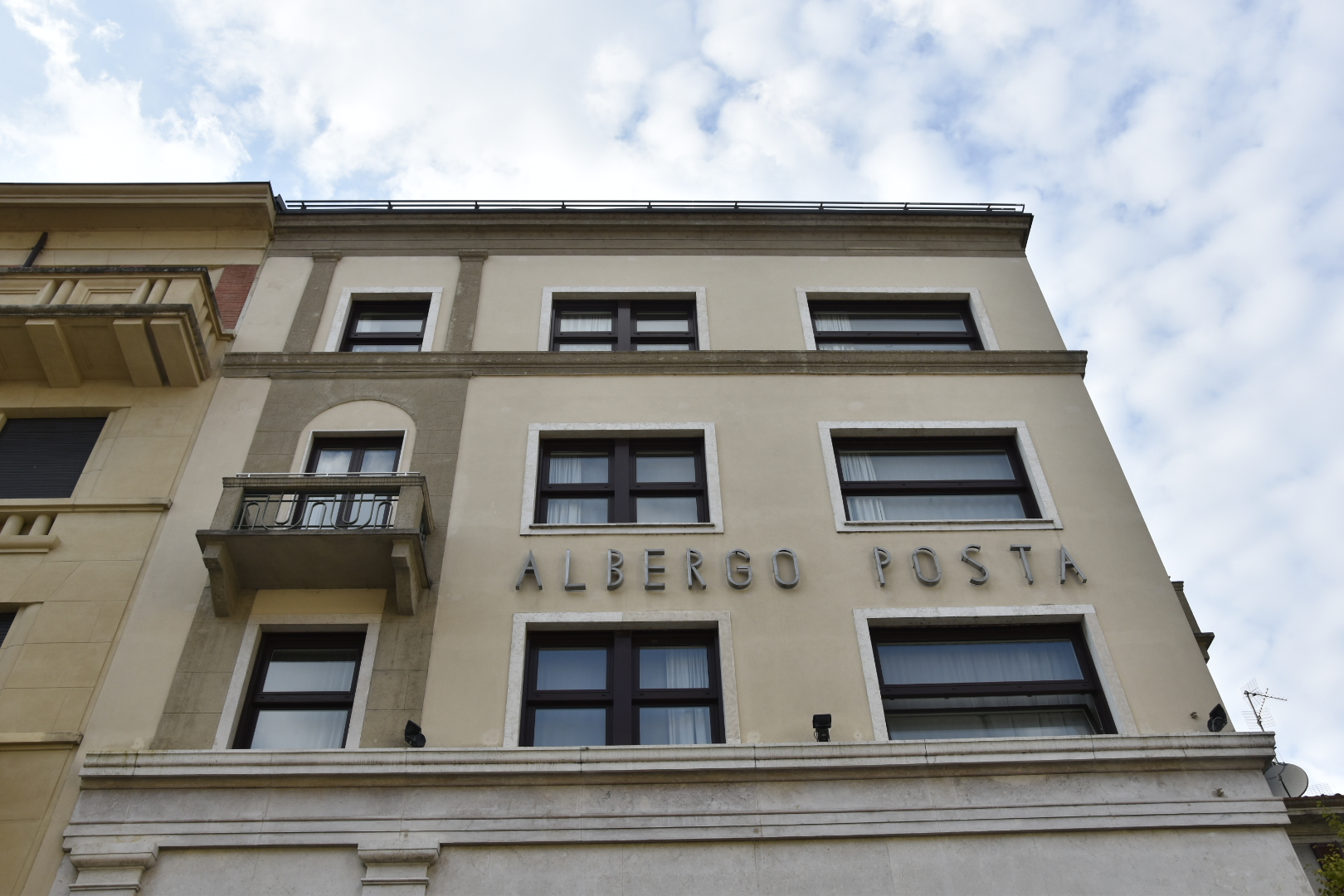
Facciata del Palazzo

Nel 2013 il Palazzo è stato ristrutturato e dal 2014 è tornato a svolgere l'attività di accoglienza.
Sulla facciata esterna restano due lampade progettate da Terragni stesso.